# Пинеровка
Пинеро́вка — посёлок городского типа в Балашовском районе Саратовской области России.
Население — 3224 чел. (2025).
Посёлок расположен на правобережье реки Хопёр.
Расстояние до административного центра 18 км. Рядом с посёлком находится железнодорожная станция Пинеровка на линии: Балашов — Тамбов.

## История
Рабочий посёлок Пинеровка основан около 200 лет назад. Сначала посёлок назывался Козьмодемьянск. В конце XIX века в поселении появился новый житель по прозвищу Пинер. Вскоре он стал уважаемым человеком в посёлке, и односельчане в память о нём переименовали Козьмодемьянск в Пинеровку. Но есть и другое мнение о происхождении названия села. В книге «Саратовская область в географических названиях» написано: «Пинеровка ПГТ (до 1963 г. — село) расположен на возвышенной местности на берегу рукава Хопра — Пинеровке, по имени которого получил название».
О селе до революции 1917 года можно узнать из Уставной грамоты. По Уставной грамоте 1870 г. в надел крестьяне получили 63355 десятин удобной земли и 256,4 десятин неудобной земли. Вся надельная земля отведена в одном участке при селении. Почва чернозёмная, песчаной только 100 десятин. Вся земля была разверстана по душам. При первом переделе развёрточных душ было 1529, а при последнем 1435. Всего на душу приходилось по 3,5 десятины надельной земли. В селе имеется общественный хлебный магазин, 2 питейных заведения, 4 молочных лавки, 2 сапожные мастерские, 1 бондарное заведение, 13 ветряных мельниц, 2 крупорушки, 9 кирпичных заводов. Заводы помещались в деревянных сараях, крытых соломой. В каждом заводе один мастер и рабочих до 5 человек. В год каждый завод выпускал 20-30 тыс. кирпичей. В селе Козьмо-Демьянская церковь построена в 1873 г. на средства прихожан. Есть школа грамоты, открытая в 1886 году.
В списках населённых мест за 1911 год по селу Пинеровка имеются сведения: село Пинеровка имело одну церковь, одну церковную школу и одну земскую школу. Местного прописного населения было 5453 человека, 2629 мужского пола и 2899 женского пола. В селе 873 двора. На одно хозяйство приходилось 5,4 десятин, у крестьян было 1287 голов рабочего скота (быков, лошадей), 851 корова, 2794 голов мелкого скота, 589 железных плугов, 29 сеялок, 49 жнеек, 13 молотилок, 299 веялок.
В октябре 1929 года в Пинеровке образовалась 1-я Пинеровская сельскохозяйственная артель в составе 25 человек. Организаторами её были Кузнецов Г. С., Дружкин П. С. и Дружкин И. И.
Статус посёлка городского типа — с 1963 года.

## Население
| 1970  | 1989  | 2002  | 2007  | 2009  | 2010  | 2011  |
| ----- | ----- | ----- | ----- | ----- | ----- | ----- |
| 4907  | ↘3669 | ↘3629 | ↘3428 | ↗3469 | ↘3442 | ↗3453 |
| 2012  | 2013  | 2014  | 2015  | 2016  | 2017  | 2018  |
| ↘3447 | ↘3435 | ↗3451 | ↗3492 | ↗3540 | ↘3536 | ↘3470 |
| 2019  | 2020  | 2021  | 2025  |       |       |       |
| ↘3461 | ↘3403 | ↘3345 | ↘3224 |       |       |       |

## Экономика
До середины 1990-х годов в Пинеровке находилось три больших завода: сахарный, кирпичный и железобетонный. На Пинеровском железобетонном заводе в 80-х годах 20 века производились пирамидальные сваи ПС для Саратовского сельского домостроительного комбината. И на этих сваях были построены сельские дома типовых серий в сотнях населенных пунктов Саратовской области. На сегодняшний день работает только сахарный комбинат. Есть маслобойка и фермерские хозяйства. Многие жители едут на заработки в районный центр (Балашов), в Москву и другие города. Планируется построить пенобетонный завод.

## Культура
В посёлке расположены школа, дом культуры.

## Достопримечательности
Основной достопримечательностью Пинеровки, является река Хопёр, самое популярное летом место в рабочем поселке. На реке от детского лагеря «Салют» до деревни Николевка (следующей за Пинеровкой вниз по течению Хопра) можно насчитать приблизительно 10 пляжей. Самые популярные из них: «Водокачка», «Шоферской», «Мишин мост», «Ленькин песок», «Глинка». Последние два пляжа расположены в лесу. Добраться до них можно только пешком (приблизительно 20 минут) или на велосипеде (мопеде).
Течение и глубина реки на разных пляжах определяет контингент купальщиков. Родители с детьми предпочитают «Шоферской», с небольшим течением и глубиной. Также этот пляж посещают любители понырять, так как на «Шоферском», поперек реки, лежит огромное дерево, которое успешно служит трамплином для прыжков. На «Мишином мосту» купается молодежь и люди старшего поколения. «Ленькин песок» и «Глинка» хороши для уединенного отдыха, их посещают те, кому приятно прогуляться по лесу в жаркий полдень, и кого не смущают полчища комаров ближе к вечеру.
В зимнее время сосновый лес и крутояр, расположенный неподалёку, идеальное место для любителей лыж. Так же лыжники могут посетить детский лагерь «Салют» и «Космос», расположенные на возвышенности. Недалеко от лагерей расположена "Одинокая сосна", которая является еще одной достопримечательностью. На дерево можно повязать ленточку и загадать желание.
Если забраться поглубже в Алмазовский заповедник, находящейся недалеко от Пинеровки, то можно встретить таких зверей, как кабан, лиса, лось, заяц. Есть утки и цапли. Среди жителей Пинеровки популярна рыбная ловля. Здесь можно поймать щуку, окуня, подлещика, красноперку.